# Alexandr Briujankov
Alexandr Alexándrovich Briujankov –en ruso, Александр Александрович Брюханков– (Rybinsk, 12 de abril de 1987) es un deportista ruso que compitió en triatlón y acuatlón.
Ganó una medalla de oro en el Campeonato Mundial por Relevos de 2007, una medalla de bronce en el Campeonato Mundial de Triatlón por Relevos Mixtos de 2012, cuatro medallas en el Campeonato Europeo de Triatlón entre los años 2009 y 2013, y una medalla de oro en el Campeonato Africano de Triatlón de 2017. Además, obtuvo una medalla de bronce en el Campeonato Europeo de Acuatlón de 2019.

## Palmarés internacional
| Campeonato Mundial por Relevos        | Campeonato Mundial por Relevos | Campeonato Mundial por Relevos | Campeonato Mundial por Relevos |
| Año                                   | Lugar                          | Medalla                        | Prueba                         |
| ------------------------------------- | ------------------------------ | ------------------------------ | ------------------------------ |
| 2007                                  | Tiszaújváros (Hungría)         | Medalla de oro                 | Relevos                        |
| Campeonato Mundial por Relevos Mixtos |                                |                                |                                |
| Año                                   | Lugar                          | Medalla                        | Prueba                         |
| 2012                                  | Estocolmo (Suecia)             | Medalla de bronce              | Relevo mixto                   |
| Campeonato Europeo                    |                                |                                |                                |
| Año                                   | Lugar                          | Medalla                        | Prueba                         |
| 2009                                  | Holten (Países Bajos)          | Medalla de bronce              | Individual                     |
| 2010                                  | Athlone (Irlanda)              | Medalla de oro                 | Relevo mixto                   |
| 2012                                  | Eilat (Israel)                 | Medalla de plata               | Individual                     |
| 2013                                  | Alanya (Turquía)               | Medalla de plata               | Relevo mixto                   |
| Campeonato Africano                   |                                |                                |                                |
| Año                                   | Lugar                          | Medalla                        | Prueba                         |
| 2017                                  | Hammamet (Túnez)               | Medalla de oro                 | Individual                     |

| Campeonato Europeo | Campeonato Europeo    | Campeonato Europeo | Campeonato Europeo |
| Año                | Lugar                 | Medalla            | Prueba             |
| ------------------ | --------------------- | ------------------ | ------------------ |
| 2019               | Târgu Mureș (Rumania) | Medalla de bronce  | Individual         |